# Asiatische Strandkrabbe
Die Asiatische Strandkrabbe (Hemigrapsus sanguineus) ist eine Krabbenart, die ursprünglich aus den gemäßigten bis subtropischen Küstengewässern des nordwestlichen Pazifik (China, Japan, Korea) stammt.

## Beschreibung
Die Tiere sind grün bis braun gefärbt, es gibt jedoch auch andere Farbvarianten, auch helle cremefarbene Varianten kommen vor. Die Beine sind meist gebändert. Der Carapax wird bis zu 3,2 cm breit, mit Beinen wird eine Gesamtgröße von 7 cm nur selten überschritten. Die Tiere weisen einen deutlichen Geschlechtsdimorphismus auf: Männchen haben an den Scheren auffällige fleischige Gebilde, die den Weibchen fehlen. Außerdem bilden sie durchschnittlich wuchtigere Zangen aus.

## Lebensweise
Die Tiere leben in küstennahen Gewässern mit ca. 2–5 m Tiefe; es wurden auch schon Exemplare in 20 m Tiefe gesichtet, dies dürfte jedoch nicht die bevorzugte Wassertiefe sein. Asiatische Strandkrabben sind aggressive, räuberische Allesfresser: alles was kleiner oder gleich groß ist, wird zu überwältigen versucht, auch Kannibalismus ist belegt. 
Die Paarungszeit ist unspezifisch, was Gezeiten oder Jahreszeit angeht. Weibchen können viermal im Jahr bis zu 50.000 Eier produzieren. Krabben aus Nord- und Ostsee haben im Vergleich maximal zwei Generationszeiten pro Jahr.

## Verbreitung
Ursprünglich aus dem Nordwest-Pazifik stammend wurden die Krabben in den 1990er Jahren versehentlich an die französische Atlantikküste verschleppt und breiten sich seither ungehindert aus. Der erste Fund aus Deutschland (Norderney, Niedersachsen) stammt aus dem Jahr 2006. Im Jahr 2012 ist sie fest vor dem Borkumer Badestrand etabliert. Im Jahr 2022 wurde mindestens ein Vorkommen im Skagerrak gemeldet. Auch aus den USA werden Sichtungen von der Atlantikküste gemeldet.